# Chris Cusiter
Pas d'image ? Cliquez ici

a Compétitions nationales et continentales officielles uniquement.

b Matchs officiels uniquement.
Dernière mise à jour le 5 avril 2023.
Christopher Peter Cusiter, plus connu comme Chris Cusiter, né le 13 juin 1982 à Aberdeen (Écosse), est un joueur de rugby à XV international écossais évoluant au poste de demi de mêlée.

## Carrière

### En club
Chris Cusiter commence sa carrière avec le club amateur du Watsonian FC en Scottish Premiership. En 2002, il fait un bref passage avec l'équipe professionnelle des Glasgow Warriors.
Sa carrière professionnelle débute réellement en 2003 lorsqu'il rejoint les Border Reivers en Celtic League. Il joue avec cette équipe jusqu'en 2007, et la disparition du club.
En avril 2007, il signe un contrat de deux ans avec l'USA Perpignan à compter de la saison 2007-2008. Il y retrouve son compatriote Nathan Hines. Lors de son passage, le club catalan est sacré champion de France en 2009, mais il ne dispute pas la finale. 
Au terme de son contrat avec Perpignan, il fait son retour avec les Glasgow Warriors à partir de la saison 2009-2010.
En 2014, il rejoint le club anglais des Sale Sharks en Premiership.
Cusiter arrête sa carrière en mai 2016 et se reconvertit dans le commerce du whisky à Los Angeles.

### En équipe nationale
Chris Cusiter compte 70 capes, dont 36 en tant que titulaire, avec l'équipe d'Écosse au cours desquels il marque trois essais soit 15 points. Il fait ses débuts le 14 février 2004 contre le pays de Galles et dispute sa dernière rencontre le 22 novembre 2014 contre les Tonga. Il présente un bilan de 24 victoires, 45 défaites et un nul. Il est huit fois capitaine entre le 14 novembre 2009 et le 20 mars 2010.
Il participe notamment à neuf Tournois des Six Nations, pour un total de 40 rencontres, 21 en tant que titulaire, et un bilan de huit victoires, 31 défaites et un nul. Il participe aux éditions 2004, 2005, 2006, 2007, 2008, 2009, 2010, 2012, 2014.
Chris Cusiter participe également à deux éditions de la Coupe du monde en 2007 et 2011. En 2007, il joue contre la Roumanie, la Nouvelle-Zélande, l'Italie et l'Argentine. En 2011, il participe aux rencontres contre la Roumanie  et l'Angleterre.
Il dispute une tournée avec les Lions britanniques et irlandais, lors de la tournée 2005 en Nouvelle-Zélande. Il participe au test face à l'Argentine, qui débute la tournée. Au total, il participe à six rencontres.

## Palmarès
- Vainqueur du Championnat de France en 2009